# Oleoductul Baku-Tbilisi-Ceyhan

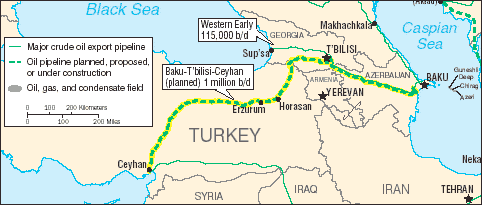
Ruta oleoductului Baku-Tbilisi-Ceyhan.

Oleoductul Baku-Tbilisi-Ceyhan (deseori abreviat “oleoductul BTC”) este un oleoduct de petrol care se întinde pe 1.768 de km, de la câmpul petrolier din Azeri-Chirag-Guneshli din  Marea Caspică până la Marea Mediterană . Leagă Baku, capitala Azerbaidjanului, Tbilisi capitala Georgiei și Ceyhan, un port de pe coasta sud-estică mediteraneană a Turciei; de aici și numele. Este al doilea oleoduct ca mărime din lume după oleoductul Drujba. Prima oară când s-a pompat petrol de la Baku a fost în data de 10 mai 2005, ajungând la Ceyhan în data de 28 mai 2006. 

## Istoria

### Planificarea
Marea Caspică se află pe unul din cele mai mari câmpuri petroliere și de gaz din lume. Întrucât Marea Caspică este un mare lac închis, transportul petrolului spre piața occidentală este complicat. În timpul perioadei sovietice, toate rutele de transport au fost construite prin Rusia.
După colapsarea Uniunii Sovietice a început căutarea de noi rute. Rusia a cerut insistent la început ca noul oleoduct să treacă prin teritoriul rus, dar apoi a refuzat să participe. 
Un oleoduct care să treacă prin Iran dinspre Marea Caspică spre Golful Persic ar fi ruta cea mai scurtă, dar Iran a fost considerat un membru nedorit din mai multe motive: guvernul său teocratic, îngrijorarea față de programul său nuclear și sancțiunile Statelor Unite ce restrâng în mare parte investițiile occidentale (în special ale companiilor americane) în această țară. Guvernul American s-a opus oricărei rute care să treacă prin Iran .
În acea perioadă, guvernul turc a deschis dezbaterile despre tranzitul energetic prin Turcia, insistând asupra faptul că ar fi ruta cea mai sigură și mai ieftină pentru exploatare. În primăvara anului 1992, primul ministru al Turciei, Süleyman Demirel, a făcut o propunere țărilor din Asia Centrală și Azerbaijeanului. Primul document pentru construirea oleoductului Baku-Tbilisi-Ceyhan a fost semnat între Azerbaidjan și Turcia pe 9 mai 1993 în Ankara.    
Alegerea unei rute prin Turcia însemna exportarea petrolului din Azerbaidjan prin Georgia sau  Armenia. Din mai multe motive, o rută prin Armenia nu era agreată din punct de vedere politic, în special datorită conflictului militar (nerezolvat) între Armenia și Azerbaidjan privind Nagorno-Karabah. Acest lucru făcea ca ruta Azerbaidjan – Georgia – Turcia să fie cea mai potrivită din punct de vedere politic pentru toate părțile implicate în proiect, în ciuda faptului că această rută era cea mai lungă și mai scumpă dintre toate celelalte opțiuni.
Proiectul oleoductului BTC a căpătat impuls prin Declarația de la Ankara adoptată pe  29 octombrie 1998 de președintele Azerbaidjanului Heydar Aliyev, președintele Georgiei Eduard Shevardnadze, președintele Kazahstanului Nursultan Nazarbayev, președintele Turciei Süleyman Demirel și președintele Uzbekistanului Islom Karimov. A fost prezent și secretarul american pentru Energie Bill Richardson, care și-a exprimat întreaga susținere pentru oleoductul BTC. Acordul inter-guvernamental a fost semnat de Azerbaidjan, Georgia și Turcia pe 18 noiembrie 1999 în timpul reuniunii Organizației pentru Securitate și Cooperare în Europa (OSCE) ca s-a ținut în Istanbul, Turcia. 

### Construcția
Baku-Tbilisi-Ceyhan Pipeline Company (BTC Co.) s-a constituit printr-o ceremonie de semnare a documentelor care a avut loc la Londra pe 1 august 2002. Ceremonia oficială de lansare a construcției oleoductului a avut loc pe 18 septembrie 2002. Construcția a început în aprilie 2003 și s-a finalizat în 2005. Porțiunea azeră a fost construită de Consolidated Contractors Company din Grecia, iar porțiunea din Georgia a fost construită de o firmă comună aparținând companiei franceze  AMEC și companiei americane Petrofac. Porțiunea turcă a fost construită de BOTAȘ. Compania Bechtel a fost antreprenorul general pe partea de inginerie și construcție. 

### Inaugurarea
Pe 25 mai 2005, oleoductul a fost inaugurat oficial la terminalul Sangachal de către președintele Ilham Aliyev al Republicii Azerbaidjanului, președintele Mihail Saakașvili al Georgiei și președintele Ahmet Necdet Sezer al Turciei, împreună cu președintele Nursultan Nazarbayev al Kazahstanului și secretarul american al Energiei Samuel Bodman.  Inaugurarea porțiunii georgieie a oleoductului a fost patronată de președintele Mihail Saakashvili la stația de pompare a BTC de lângă  Gardabani pe data de 12 octombrie 2005 
Petrolul a fost pompat pentru prima oară la Baku pe 10 mai 2005 ajungând la Ceyhan pe 28 mai 2006 după o călătorie de 1 770 km, ]].  și încarcat în Terminalul maritim din Ceyhan (Haydar Aliyev Terminal) pe o navă numită  British Hawthorn. Nava a plecat din port pe  4 iunie 2006 cu aproximativ 600 000 de barili de țiței. Astfel s-a marcat începerea exploatării de petrol azer prin oleoduct către piețele mondiale.

## Descrierea oleoductului

### Ruta
Ruta începe de la Terminalul Sangachal situat aproape de Baku în Azerbaidjan. Traversează Azerbaidjan, Georgia și Turcia până la Ceyhan. Destinația oleoductului este Terminalul maritim din Ceyhan (Haydar Aliyev Terminal) de pe coasta mediteraniană sud-estică a Turciei. Are o lungime totală de 1.768 km,  443 km în Azerbaidjan, 249 km în Georgia și 1.076 km în Turcia. Traversează numeroși munți care ating înălțimi de până la 2.830 m. De asemeni parcurge 3.000 de drumuri, căi ferate și linii utile – aflate atât sub cerul liber cât și în subteran și de asemeni 1.500 de căi navigabile cu lățimi de până la 500m (cum ar fi râul Ceyhan în Turcia.
Oleoductul ocupă un coridor lat de opt metri și este îngropat de-a lungul întregului său parcurs la o adâncime de cel puțin un metru.  
În paralel cu oleoductul BTC se află gazoductul din Caucazul de Sud care transportă gaze naturale de la Terminalul Sangachal până la Erzurum în Turcia. 

### Caracteristici tehnice
Oleoductul are o viață utilă proiectată pentru 40 de ani iar când va începe să lucreze la capacitate normală (începând cu anul 2009), va transporta un milion de barili (160 000 m³) de petrol pe zi. Are o capacitate de 10 milioane de barili de petrol, care vor curge prin oleoduct cu 2 m pe secundă. Există 8 stații de pompare de-a lungul oleoductului (2 în Azerbaidjan, 2 în Georgia și 4 în Turcia). Proiectul include de asemeni și Terminalul maritim din Ceyhan, două stații de întreținere (pigging), o stație de reducere a presiunii și 101 de mici supape de blocare . A fost construit cu 150 000 bucăți individuale de țeavă, fiecare cu o lungime de 12 m. Acestora le corespunde o greutate totală de aproximativ 594 000 tone. Oleoductul are un diametru de 1.000 mm în cea mai mare parte a lungimii lui, reducându-se până la 654 mm în apropiere de Ceyhan .

### Cost și finanțare
Oleoductul a costat 3,9 miliarde de dolari . În jur de 15 000 de persoane au fost angajate pe durata construcției acestuia. Aproximativ 70% din costurile BTC au fost finanțate de terțe părți, inclusiv Banca Mondială, Banca Europeană pentru Reconstrucție și Dezvoltare, agenții de credit de exploatare din șapte țări și un sindicat de 15 bănci comerciale. 

### Sursa de alimentare
Oleoductul BTC este alimentat de petrolul din câmpul petrolier Azeri-Chirag-Guneshli din Azerbaidjan, situat în Marea Caspică, via Terminalul Sangachal. De asemeni transportă petrol din câmpul petrolier din Kashagan situat în Kazahstan, precum și din alte câmpuri petrolifere din Asia Centrală.
Guvernul din Kazahstan a anunțat că are intenția de a construi un Oleoduct Trans-Caspic de la portul din Aktau la Baku și de acolo să-l lege de oleoductul BTC. În schimb, datorită opoziției Rusiei și Iranuluifață existența unui oleoduct în largul Mării Caspice, proiectul are puține șanse să fie dus la bun sfârșit. Prin urmare, Kazahstan a anunțat un nou proiect numit Sistemul de Transport kazako-caspic, care se prevede a fi operativ în 2010. Proiectul include un oleoduct care pornește din Iskene și ajunge la portul caspic Kuryk, terminale din Kazahstan și Azerbaidjan.  Proiectul de se află în fază de pre-fezabilitate.

### Posibil transport via Israel
S-a propus ca petrolul din oleoductul BTC să fie transportat în Asia orientală prin terminalele petroliere israeliene din Ashkelon și Eilat, sectorul terestru trans-Israel format din oleoductul Eilat-Ashkelon aflat în propietatea  Eilat Ashkelon Pipeline Company (EAPC). ).

## Acționarii oleoductului
Oleoductul este proprietatea unui consorțiu de companii energetice conduse de BP (British Petroleum), cea care operează oleoductul. Acționarii consorțiului sunt: 
- BP (Anglia): 30.1%
- State Oil Company of Azerbaidjan (SOCAR) (Azerbaidjan): 25.00%
- Chevron (SUA): 8.90%
- StatoilHydro (Norvegia): 8.71%
- Türkiye Petrolleri Anonim Ortaklığı (TPAO) (Turcia): 6.53%
- Eni/Agip (Italia): 5.00%
- Total (Franța): 5.0%
- Itochu (Japonia): 3.4%
- Inpex (Japonia): 2.50%
- ConocoPhillips (USA): 2.50%
- Hess Corporation (USA) 2.36%

## Aspecte controversate

### Politica
Chiar înainte de terminare, oleoductul BTC era afectat de geopolitica petrolieră mondială. Caucazul de Sud, înainte dominat de Rusia, este acum o regiune de mare importanță strategică pentru alte națiuni puternice. Statele Unite și alte națiunii occidentale s-au implicat în activitățile celor trei națiuni prin care curge petrolul. Mulți au criticat gradul de implicare occidental în Caucazul de Sud, argumentând că se poate ajunge la o dependență periculoasă față de aceste țări nedemocratice. Cu toate acestea, aceste țări au încercat să utilizeze această implicare ca o contragreutate la dominația economică și militară rusă și iraniană în zonă 
La fel consideră și experții ruși care afirmă că adevăratul obiectiv al oleoductului este debilitatea influenței ruse în Caucaz. Președintele Comitetului pentru Relații Exterioare din Parlamentul Rus, Konstantin Kosachev a afirmat chiar că Statele Unite și alte națiuni occidentale plănuiesc să înlocuiască unitățile miliate cu pretextul instabilității în regiunile pe unde trece oleoductul. 
De asemeni, oleoductul BTC oferă sprijin independenței Georgiei, care scapă de influența rusească. Fostul președinte  Eduard Shevardnadze, unul din arhitecții și inițiatorii proiectului, a văzut în construcția oleoductului pe teritoriul georgian, o garanție sigură pentru viitoarea securitate și stabilitate economică și politică. Această viziune a fost preluată și de succesorul său, președintele Mihail Saakașvili. „Toate contractele energetice din Georgia, în special contractul pentru oleoductul din Marea Caspică, sunt chestiuni de supraviețuire pentru statul georgian”, le-a spus reporterilor pe 26 noiembrie 2003.

### Economia
Deși mulți presupuneau că oleoductul BTC ar elimina dependența Statelor Unite și a altor țări occidentale față de petrolul din Orientul Mijlociu, în realitate nu a schimbat această dependență globală, întrucât oleoductul furnizează numai 1% din cererea globală în prima sa etapă. Totuși, oleoductul diversifică alimentarea globală cu petrol și o asigură împotriva unei probleme care ar apărea în altă parte. Criticii oleoductului – în special Rusia – se arată sceptici față de analizele economice și consideră că la baza construirii lui stau motive politice. 
Construcția oleoductului a contribuit în mod semnificativ la economiile țărilor care-l găzduiesc. În prima jumătate a anului 2007, la un an de la finalizarea lui și punerea în funcțiune ca rută principală de exploatare a petrolului azer, creșterea reală a Produsului Intern Brut a ajuns la o rată istorică de 35%. 
Există câștiguri substanțiale ce provin din cotele de tranzit prin Georgia și Turcia. Pentru Georgia, se estimează că taxele de tranzit îi vor aduce în medie 62,5 milioane de dolari pe an. ref name=silkroad5>Vladimer Papava (2005). „The Baku-Tbilisi-Ceyhan Pipeline: Implications for Georgia” (PDF). The Baku-Tbilisi-Ceyhan Pipeline: Oil Window to the West. The Central Asia-Caucasus Institute, Silk Road Studies Program: 85–102. Arhivat din original (PDF) la 27 februarie 2008. Accesat în 30 decembrie 2007.</ref>   
Se estimează că Turcia va primi aproximativ 200 milioane de dolari din taxe de tranzit anuale în primii ani de operare, cu o posibilitate de creștere până la 290 de milioane pe an începând din cel de-al 17 – lea an de funcționare a oleoductului până în cel de-al 40-lea an de viață. Turcia beneficiază de asemeni de o creștere a activității economice în Anatolia orientală, inclusiv creșterea importanței portului din Ceyhan, care suferise o diminuare a activității după Războiul din Golf din 1991.  

### Securitate
Există preocupări referitoare la siguranța oleoductului BTC întrucât evită în mod deliberat frontiera cu Armenia (cu care Azerbaidjan este practic în continuare în război datorită regiunii locuite în majoritate de armeni din Nagorno Karabah în Azerbaidjan), traversează Georgia (care are două conflicte seperatiste nesoluționate; Abhazia și Osetia de Sud, și trece pe lângă regiunea kurdă din Turcia. Din aceste motive evidente are nevoie de o supraveghere continuă pentru prevenirea sabotajelor, chiar dacă întreg oleoductul este îngropat, ceea ce face mai dificilă atacarea lui. 